# Chapelle des Pénitents d'Yssingeaux
La chapelle des Pénitents est située à Yssingeaux, dans le département de la Haute-Loire, en France.

## Localisation
La chapelle des Pénitents est située à Yssingeaux, dans le Velay et dans le département de la Haute-Loire. Elle est au 21 avenue de la Marne, dans le faubourg nord qui mène vers Verchères et vers la commune de Montfaucon-en-Velay, sur la route départementale D988.

## Histoire
L'église a été construite pendant la seconde moitié du XIIIe siècle au-devant du rempart d'Yssingeaux, probablement comme chapelle de la maladrerie.
Au XVIIe siècle, une confrérie de pénitents blancs a été fondée à Yssingeaux et s'est servie de la chapelle de la maladrerie. La chapelle est alors agrandie : l'abside romane est remplacée par un chevet à cinq pans.
La façade et les chapelles latérales datent du XVIIe ou XVIIIe siècle.
Le clocher néo-classique a été construit en 1818, en remplacement d'un campanile en pierre.
La chapelle des Pénitents d'Yssingeaux fait l'objet d'une inscription au titre des monuments historiques depuis le  23 juin 1937.

## Description
La chapelle est constituée d'une nef, d'un chevet à cinq pans et de deux chapelles latérales. Elle est couverte en lauzes.
Les deux chapelles latérales ouvrent chacune sur l'extérieur par une grande baie en plein cintre qui permettait probablement l'exposition de reliques ou d'une statue miraculeuse.
Dans le chœur, les bancs des Pénitents, qui datent du XVIIe siècle, entourent l'autel parallèlement aux cinq pans du chevet. Ils sont ornés des attributs des Pénitents (faux, croix, etc.)